# Лейн, Аллен
Сэр Аллен Лейн (англ. Allen Lane; 21 сентября 1902, Бристоль, Великобритания – 7 июля 1970, Лондон, Великобритания) — британский издатель, основавший издательство Penguin Books, которое известно тем, что популяризировало книги в мягкой обложке. До появления этого издательства считалось, что мягкая обложка и карманный формат подходят только для несерьёзной, низкокачественной литературы, издаваемой небольшими тиражами.

## Биография
Аллен Лейн Уильямс родился в Бристоле в семье Камиллы и Сэмуэля Уильямса в 1902 году. В 1919 году начал работать в издательстве Bodley Head (которое было основано и принадлежало его дяде Джону Лейну). В 1941 году женился на Люси Орр, имел 3 дочерей. Возведен в титул рыцаря в 1962 году. В 1969 году получил Медаль Альберта (Королевское общество искусств).